# Vĩnh Hòa, Chợ Lách
Vĩnh Hòa là một xã thuộc huyện Chợ Lách, tỉnh Bến Tre, Việt Nam.
Xã Vĩnh Hòa có diện tích 7,99 km², dân số năm 1999 là 7084 người, mật độ dân số đạt 887 người/km².
Xã Vĩnh Hòa chia làm 07 ấp: Hòa 1, Hòa 2, Đông Thọ, Hòa Phước, Hòa Lộc, Phú Quới, Vĩnh Chính